# Serge Yoro
Serge Yoro (Amsterdam, 15 juli 1999) is een langebaanschaatser met een voorkeur voor de korte afstanden. De vader van Yoro is afkomstig uit Ivoorkust en zijn moeder is van Nederlandse afkomst. Yoro is geboren in Nederland en komt voor dit land uit in internationale wedstrijden.

## Persoonlijke records
| Afstand    | Tijd    | Datum            | Baan       |
| ---------- | ------- | ---------------- | ---------- |
| 500 meter  | 34,83   | 14 februari 2025 | Heerenveen |
| 1000 meter | 1.08,29 | 16 februari 2025 | Heerenveen |
| 1500 meter | 1.45,89 | 30 december 2021 | Heerenveen |
| 3000 meter | 4.09,72 | 12 november 2017 | Inzell     |
| 5000 meter | 7.31,26 | 3 februari 2019  | Groningen  |

(laatst bijgewerkt: 16 februari 2025)

## Resultaten
| Jaar | NK afstanden                 | NK sprint                |
| ---- | ---------------------------- | ------------------------ |
| 2020 | 17e 1000m 13e 1500m          | 8e (11e, 9e, 7e, 5e)     |
| 2021 | 10e 500m 9e 1000m 9e 1500m   | 8e (12e, 8e, 9e, 8e)     |
| 2022 | DNF 500m 8e 1000m 10e 1500m  | · (6e, 5e, 4e, )         |
| 2023 | 6e 500m 10e 1000m 10e 1500m  | DNF (12e, DNF, 15e, -)   |
| 2024 | 14e 500m 15e 1000m 15e 1500m | 14e (16e, 12e, 12e, 13e) |
| 2025 | 11e 500m 6e 1000m 9e 1500m   |                          |

(#, #, #, #) = afstandspositie op sprinttoernooi (500m, 1000m, 500m, 1000m).